# Слагельсе Арена
«Слагельсе Арена» або «Харбо Арена Слагельсе» (дан. Slagelse Stadion, Harboe Arena Slagelse) — багатофункціональний стадіон у місті Слагельсе, Данія, у минулому був домашньою ареною ФК «Вестшелланн».
Стадіон побудований та відкритий 1927 року. Протягом 1970-х років встановлено потужність 10 000 глядачів. У 2013 році здійснено реконструкцію, в результаті якої оновлено систему освітлення, перебудовано трибуни, над основною з яких споруджено дах, збільшено кількість сидячих місць на трибунах. Потужність арени становить 10 000 глядачів, 3 300 місць з яких обладнані окремими пластиковими кріслами.
У 2013 році укладено спонсорський контракт із пивоварною компанією «Harboes Bryggeri», в результаті чого арену перейменовано на «Харбо Арена Слагельсе».
Протягом 2008—2015 років стадіон був домашньою ареною ФК «Вестшелланн», після ліквідації якого у 2015 році став основним спортивним центром комуни Слагельсе та домашньою ареною місцевих аматорських команд.